# يون جيونغ هي
يون جيونغ هي (بالكورية: 윤정희)‏ (30 جويلية 1944 - 19 يناير 2023) كانت ممثلة كورية جنوبية.

## روابط خارجية
- Yoon Jeong-hee على موقع IMDb (الإنجليزية)
- Yoon Jeong-hee على موقع ألو سيني (الفرنسية)
- Yoon Jeong-hee على موقع قاعدة بيانات الفيلم (الإنجليزية)
- Yoon Jeong-hee على موقع ليتربوكسد (الإنجليزية)

لم يتم العثور على روابط لمواقع التواصل الاجتماعي.